# 8. ročník udílení Critics' Choice Movie Awards
8. ročník udílení Critics' Choice Movie Awards se konal 17. ledna 2003.

## Vítězové a nominovaní
| Nejlepší film | Nejlepší režisér | Nejlepší herec |  |
| --- | --- | --- |  |
| - Chicago - O Schmidtovi - Adaptace - Chyť mě, když to dokážeš - Daleko od nebe - Gangy New Yorku - Hodiny - Pán prstenů: Dvě věže - Pianista - Road to Perdition | - Steven Spielberg – Chyť mě, když to dokážeš - Roman Polanski – Pianista - Martin Scorsese – Gangy New Yorku                             | - Daniel Day-Lewis - Gangy New Yorku - Jack Nicholson – O Schmidtovi - Robin Williams – Expres foto                                                         |  |
| Nejlepší herečka | Nejlepší herec ve vedlejší roli | Nejlepší herečka ve vedlejší roli |  |
| - Julianne Moore – Daleko od nebe - Salma Hayeková - Frida - Nicole Kidmanová – Hodiny - Diane Lane - Nevěrná                                                     | - Chris Cooper – Adaptace - Alfred Molina – Frida - Paul Newman – Road to Perdition                                                       | - Catherine Zeta-Jonesová - Chicago - Kathy Batesová - O Schmidtovi - Meryl Streepová - Adaptace                                                            |  |
| Nejlepší mladý herec/herečka | Nejlepší filmové obsazení | Nejlepší scénář |  |
| - Kieran Culkin - Igby - Tyler Hoechlin - Road to Perdition - Nicholas Hoult - Jak na věc                                                                         | - Chicago - Hodiny - Moje tlustá řecká svatba                                                                                             | - Charlie Kaufman – Adaptace, Milujte svého zabijáka - Alexander Payne - O Schmidtovi - Jim Taylor - O Schmidtovi - Nia Vardalos – Moje tlustá řecká svatba |  |
| Nejlepší animovaný film | Nejlepší rodinný film | Nejlepší televizní film |  |
| - Cesta do fantazie - Doba ledová - Lilo & Stitch - Spirit - divoký hřebec                                                                                        | - Harry Potter a Tajemná komnata - Zelenáč - Tajemství nesmrtelných                                                                       | - Od dveří ke dveřím - Živě z Bagdádu - Martin a Lewis |  |
| Nejlepší dokument | Nejlepší cizojazyčný film | Nejlepší digitálně vytvořené herecké vystoupení |  |
| - Bowling for Columbine - Ten kluk bude točit - Standing in the Shadows of Motown                                                                                 | - Mexická jízda - Bouřlivá svatba - Mluv s ní                                                                                             | - Glum – Pán prstenů: Dvě věže - Dobby – Harry Potter a Tajemná komnata - Yoda – Star Wars: Epizoda II – Klony útočí                                        |  |
| Nejlepší skladatel | Nejlepší písnička | |  |
| - John Williams - Chyť mě, když to dokážeš, Harry Potter a Tajemná komnata a Minority Report - Philip Glass - Hodiny - Howard Shore - Pán prstenů: Dvě věže       | - „Lose Yourself“ – Eminem – 8. míle - „Hero“ – Chad Kroeger – Spider-Man - „Father and Daughter“ – Paul Simon – Thornberryovi na cestách | |  |